# Grace Reid
Grace Reid (Edimburgo, 9 maggio 1996) è una tuffatrice britannica.

## Biografia
Ha esordito nelle competizioni internazionali senior all'età di quattordici anni ai campionati europei di nuoto di Budapest 2010 nel concorso del trampolino 3 metri, concludendo con un ottimo quarto posto in finale, dopo aver superato il turno eliminatorio in decima posizione.
All'età di quindici anni è stata convocata per i campionati europei di tuffi di Torino 2011 ed ha gareggiato nel trampolino 3 metri sincro, dove è stata schierata al fianco di Hannah Starling ed ha ottenuto il quinto posto sia nel turno qualificatorio, sia in finale.
Nella rassegna europea di Londra 2016 ha concorso nel trampolino 1 metro e 3 metri e nel sincro 3 metri misti. Nel metro si è classificata settima con 262,25 punti, in una gara dominata dalle atlete italiane, Tania Cagnotto (oro con 284,15) e Elena Bertocchi (argento con 281,30), e russe, Nadežda Bažina (bronzo con 280,75) e Kristina Ilinykh (quarta con 276,10). Nei 3 metri ha ottenuto il bronzo con il punteggio finale di 328,55, a soli 2,05 punti dall'olandese Uschi Freitag, argento; più distante Tania Cagnotto, che ha concluso con 360,60 punti. L'affermazione europea è arrivata nel sincro 3 metri, dove è stata affiancata dal campione mondiale Tom Daley, ed ha vinto l'oro superando il duo italiano Cagnotto-Verzotto e quello russo Bažina-Šlejcher.
Ha rappresentato la Gran Bretagna ai Giochi olimpici di Rio de Janeiro 2016 gareggiando nel concorso dei tuffi dalla trampolino 3 metri, dove ha ottenuto l'ottavo posto in finale.
Ai campionati europei di tuffi di Kiev 2017 ha ottenuto un pessimo risultato nel concorso del trampolino 3 metri in cui è arrivata solo diciannovesima nel turno eliminatorio, con un punteggio di appena 180,00 punti, ben distante dai 241,15 punti bastati alla svedese Daniella Nero per qualificarsi con il dodicesimo posto, l'ultimo disponibile per l'accesso alla finale. Peggio di lei solo la lituana Indrė Marija Girdauskaitė con 175,35 punti. Nei tuffi sincronizzati da 3 metri, con Katherine Torrance, ha chiuso al quarto posto, sfiorando il podio con il punteggio di 283,50. La medaglia di bronzo, andata alla coppia olandese, formata da Inge Jansen e Daphne Wils, è sfuggita per solo 30 centesimi di punto.
Al campionato mondiale di Budapest 2017, con Tom Daley, già suo partner agli europei, ha ottenuto la medaglia d'argento nel sincro 3 metri misti. Nel sincro 3 metri femminile è arrivata quinta, con Katherine Torrance. Mentre nel trampolino 3 metri individuale ha terminato la gara con 336,70 punti, finendo ai piedi del podio occupato dalle cinesi Shi Tingmao (oro con 353,30 punti e campionessa olimpica in carica nella specialità) e Wang Han (argento con 344,35 punti) e dalla canadese Jennifer Abel (bronzo con 351,55 punti).
Ha rappresentato la Scozia ai Giochi del Commonwealth di Gold Coast 2018 guadagnando la medaglia d'oro nel trampolino 1 metro e concludendo al nono posto dai 3 metri.
Ai Campionati europei di nuoto di Glasgow 2018 ha vinto la medaglia d'oro nel concorso del 3 metri, e quella d'argento, in coppia con Ross Haslam nel sincro 3 metri misto, terminando la gara alle spalle del duo tedesco formato da Tina Punzel e Lou Massenberg. Nel sincro 3 metri femminile, nel quale ha gareggiato con Katherine Torrance, si è piazzata al quarto posto, dopo aver condotto la gara in testa sino all'ultimo disastroso tuffo che le ha fatto perdere il posto sul podio.

## Palmarès

### Per la Gran Bretagna
- Mondiali

Budapest 2017: argento nel sincro 3m misti.
Budapest 2022: bronzo nel sincro 3m misti.
Doha 2024: argento nel trampolino 1m.
- Europei

Londra 2016: oro nel sincro 3m misti e bronzo nel trampolino 3m.
Glasgow 2018: oro nel trampolino 3m e argento nel sincro 3m misti.
Roma 2022: argento nel sincro 3m misti e bronzo nella squadra mista.
- Giochi europei

Cracovia 2023: argento nel sincro 3m misti, bronzo nel trampolino 1m.
- Europei giovanili

Helsinki 2010: argento nel trampolino 3m (Cat B) e bronzo nel sincro 3m (Cat A e B).
Belgrado 2011: argento nel trampolino 3m (Cat B) e nel sincro 3m (Cat A e B).

### Per la Scozia
- Giochi del Commonwealth

Gold Coast 2018: oro nel trampolino 1m.
Birmingham 2022: oro nel sincro 3m.